# Peter Groß-Paaß
Peter Groß-Paaß (Ratingen, 29 novembre 1968) è un ex giocatore di football americano e allenatore di football americano tedesco che ha giocato come defensive end.

## Palmarès
- 1 Europeo (2001)
- 1 Eurobowl (Düsseldorf Panther, 1995)
- 4 German Bowl (Düsseldorf Panther, 1986, 1992, 1994, 1995)